# Mykines, Mykines
Mykines este un sat din Insulele Feroe. Este singura așezare de pe insula Mykines.